# 仙台市消防局
仙台市消防局（せんだいししょうぼうきょく）は、宮城県仙台市の消防部局（消防本部）。

## 沿革
- 1948年（昭和23年）11月 仙台市消防本部・2署（北消防署・南消防署）・5分遣所体制で発足する。
- 1957年（昭和32年）
  - 6月 荒町分遣所を廃止し、連防小路分遣所を開設する。
  - 11月 仙台市消防本部を仙台市消防局に改称する。
- 1958年（昭和33年）7月 東消防署を開設し、3署体制となる。原町分遣所を廃止する。
- 1959年（昭和34年）
  - 4月 消防音楽隊が発足する。
  - 11月 分遣所を出張所に改称する。
- 1960年（昭和35年）3月 岩切出張所を開設する。
- 1961年（昭和36年）
  - 4月 救急業務を開始する。
  - 5月 片平丁出張所を開設する。
- 1963年（昭和38年）10月 南消防署が移転する。
- 1964年（昭和39年）6月 西多賀出張所を開設する。
- 1965年（昭和40年）
  - 6月 小松島出張所を開設する。
  - 11月 消防局が市庁舎に移転する。
- 1966年（昭和41年）4月 南小泉出張所を開設する。
- 1967年（昭和42年）5月 新坂通出張所を廃止し、国見出張所を開設する。
- 1968年（昭和43年）3月 中田出張所を開設する。
- 1970年（昭和45年）7月 救急車のサイレンを電子サイレンに切り替える。
- 1972年（昭和47年）4月 鶴谷出張所を開設する。
- 1973年（昭和48年）11月 八木山出張所を開設する。
- 1974年（昭和49年）8月 荒巻出張所を開設する
- 1978年（昭和53年）12月 六郷出張所を開設する。3点セット（大型高所放水車・大型化学車・泡原液搬送車）を配備する。
- 1979年（昭和54年）4月 港出張所を開設する。
- 1981年（昭和56年）4月 消防局・北消防署庁舎が竣工する。
- 1983年（昭和58年）9月 東消防署が移転する。原町出張所を開設する。
- 1987年（昭和62年）11月 宮城郡宮城町の編入合併に伴い、宮城町消防本部は宮城消防署になり、4署体制となる。
- 1988年（昭和63年）3月 泉市・名取郡秋保町の編入合併に伴い、泉市消防本部は泉消防署になり、5署体制となる。秋保出張所を開設する。
- 1989年（平成元年）4月 政令指定都市移行に伴い、北消防署を青葉消防署に、東消防署を宮城野消防署に、南消防署を若林消防署に改称する。南消防署を分割して、太白消防署を開設し、6署体制となる。西多賀出張所を太白消防署に統合・廃止。
- 1991年（平成3年）4月 松陵出張所を開設する。
- 1992年（平成4年）
  - 3月 高規格救急車を初めて配備する。
  - 4月 熊ケ根出張所を開設する。
  - 5月 若林消防署が移転する。南小泉出張所を廃止し、河原町出張所を開設する。
  - 11月 消防ヘリコプターを配備する。
- 1993年（平成5年）4月 消防航空隊を新設し、消防ヘリコプターの運用を開始する。高森出張所を開設する。
- 1994年（平成6年）4月 茂庭出張所を開設する。
- 1999年（平成11年）4月 高砂出張所と港出張所を廃止・統合し、高砂分署を開設する。
- 2001年（平成13年）4月 仙台市消防ヘリポート及び荒浜航空分署を開設する。
- 2005年（平成17年）4月 根白石出張所を開設する。仙台市救急ステーションを開設し、ドクターカーの運用を開始する。
- 2006年（平成18年）8月 2機目の消防ヘリコプター「けやき」を取得、運用開始。
- 2008年（平成20年）
  - 4月 河原町出張所を廃止し、警防業務を連坊出張所に、救急業務を救急ステーションにそれぞれ一時移管。
  - 7月 南光台出張所を鶴谷出張所敷地内に庁舎を新築し、仮移転。
- 2009年（平成21年）4月 旧河原町出張所跡地に若林消防署河原町分署を開設。旧河原町出張所の業務を一時移管先から引き継ぐと共に、若林消防署に配置されていた特別機動救助隊を配置転換する。同時に連坊出張所を廃止・統合。
- 2010年（平成22年）11月 泉消防署加茂出張所と南光台出張所を廃止・統合し、泉消防署八乙女分署を開設。青葉消防署に配置されていた特別機動救助隊を配置転換する。
- 2011年（平成23年）
  - 3月　東日本大震災
  - 5月　警防部に危険物保安課を新設する。
  - 6月　荒浜救急隊を救急ステーションに配置換え、荒浜救急隊として暫定運用開始。
- 2012年（平成24年）
  - 4月　予防部の新設、防災安全部の廃止、荒浜航空分署の廃止、荒浜救急隊の暫定運用を廃止、救急ステーション第二救急隊設置。
- 2013年（平成25年）
  - 4月　八木山出張所の移転新築、救急隊の設置。
- 2014年（平成26年）
  - 6月　消防救急デジタル無線(共通波)の運用開始。
  - 8月　消防局Facebookの運用開始。
  - 11月　救急ステーション第二救急隊を片平出張所に配置換え、片平第二救急隊設置。
- 2016年（平成28年）
  - 3月　消防救急デジタル無線(活動波)の運用開始。
- 2017年（平成29年）
  - 4月　若林消防署六郷出張所を廃止し、新たに若林消防署六郷分署として開署する。若林消防署河原町分署に配置されていた特別機動救助隊を配置転換し、新たに水難救助車を配備。河原町分署を河原町出張所に再編
- 2018年（平成30年）
  - 4月　青葉消防署に第二救急隊設置。
- 2020年（令和2年）
  - 4月　仙台市中央救急出張所を宮城野区名掛丁に開所、救急隊を設置。片平出張所第二救急隊を中央救急所に配置換え、中央第二救急隊設置。
- 2021年（令和3年）
  - 2月　消防局Twitter・Instagramの運用開始。

## 組織
- 本部
  - 総務部：総務課、管理課
  - 予防部：予防課、危険物保安課
  - 警防部：警防課、救急課、指令課、消防航空隊
- 消防署：警防課、予防課、消防分署
- 宮城消防署

### 仙台市消防音楽隊
1956年（昭和31年）に消防職員と消防団員の音楽愛好者が集まって練習を始め、1959年（昭和34年）4月に創隊された。1995年（平成7年）にはカラーガード隊「グリーン・ジュエルズ SENDAI」も創隊された。令和3年4月1日現在の仙台市消防音楽隊の編成は、音楽隊26名、カラーガード隊3名の計29名。以下の年間行事への出演の他、要請に応じて演奏を披露している。
- 1月 消防出初式
- 2月 定期演奏会
- 3月 春期火災予防運動関連行事
- 5 - 10月 杜の都ふれあいコンサート（月1回）
- 8月 仙台七夕まつりパレード
- 8月 防災・防火フェスティバル
- 10 - 11月 各区区民まつり
- 11月 秋季火災予防運動関連行事

### 特別機動救助隊(スーパーレスキュー仙台)
2007年（平成19年）4月1日に、特別高度救助隊にあたる「特別機動救助隊（スーパーレスキュー仙台）」が新設された。
特別機動救助隊（通称：スーパーレスキュー仙台）は、大規模災害や火災、事故、テロ災害にも出動し、建物の倒壊や土砂崩れにあたっては電磁波人命探査装置「シリウス」等高度救助資機材を用いるほか、特殊災害対応車（NBC防除車）も導入して、放射能測定や汚染物質の分析、除去を行うことが可能な体制になる。発足当初は青葉消防署と若林消防署に配置されたが、後に消防署所の再編に伴い、2011年現在では、泉消防署八乙女分署と若林消防署河原町分署に各一隊ずつ配置された。2017年、新たに仙台市東部沿岸地域の防災拠点となる若林消防署六郷分署が開署し、河原町分署から六郷分署へ配置転換された。これまで各署に点在していた特殊車両（遠距離送水車や重機など）を集約するとともに、新たに水難救助車が配備されるなど、東部沿岸地域における大規模自然災害、石油コンビナート火災などへの対応力強化が図られている。
大規模災害が発生すれば仙台市以外にも県内相互応援や緊急消防援助隊として東北地方を中心とする全国に派遣されることも考えられ、2008年の岩手・宮城内陸地震では宮城県栗原市の土砂崩れ現場で活動し生存者2名を救出した  。2004年7月新潟・福島豪雨（特別機動救助隊の発足以前）や2011年3月の東日本大震災、2015年9月の平成27年台風第18号に伴う平成27年9月関東・東北豪雨、2016年8月の平成28年台風第10号による水害、2018年9月の北海道胆振東部地震等で活動している。また、国際消防救助隊にも登録しており、特別機動救助隊の発足以前であるが1999年の台湾地震災害や2003年5月のアルジェリア民主人民共和国地震災害、2017年のメキシコのメキシコ中部地震で派遣実績がある。

## 主力機械
令和3年4月1日 現在
- 消防ポンプ自動車：20
- 水槽付消防ポンプ自動車：26
- 放水塔付消防ポンプ自動車：1
- 大型水槽車：7
- はしご消防自動車：6
- 化学消防車：6
- 大型化学消防車：1
- 泡原液搬送車：2
- 大型高所放水車：1
- ポンプ付救助工作車：5

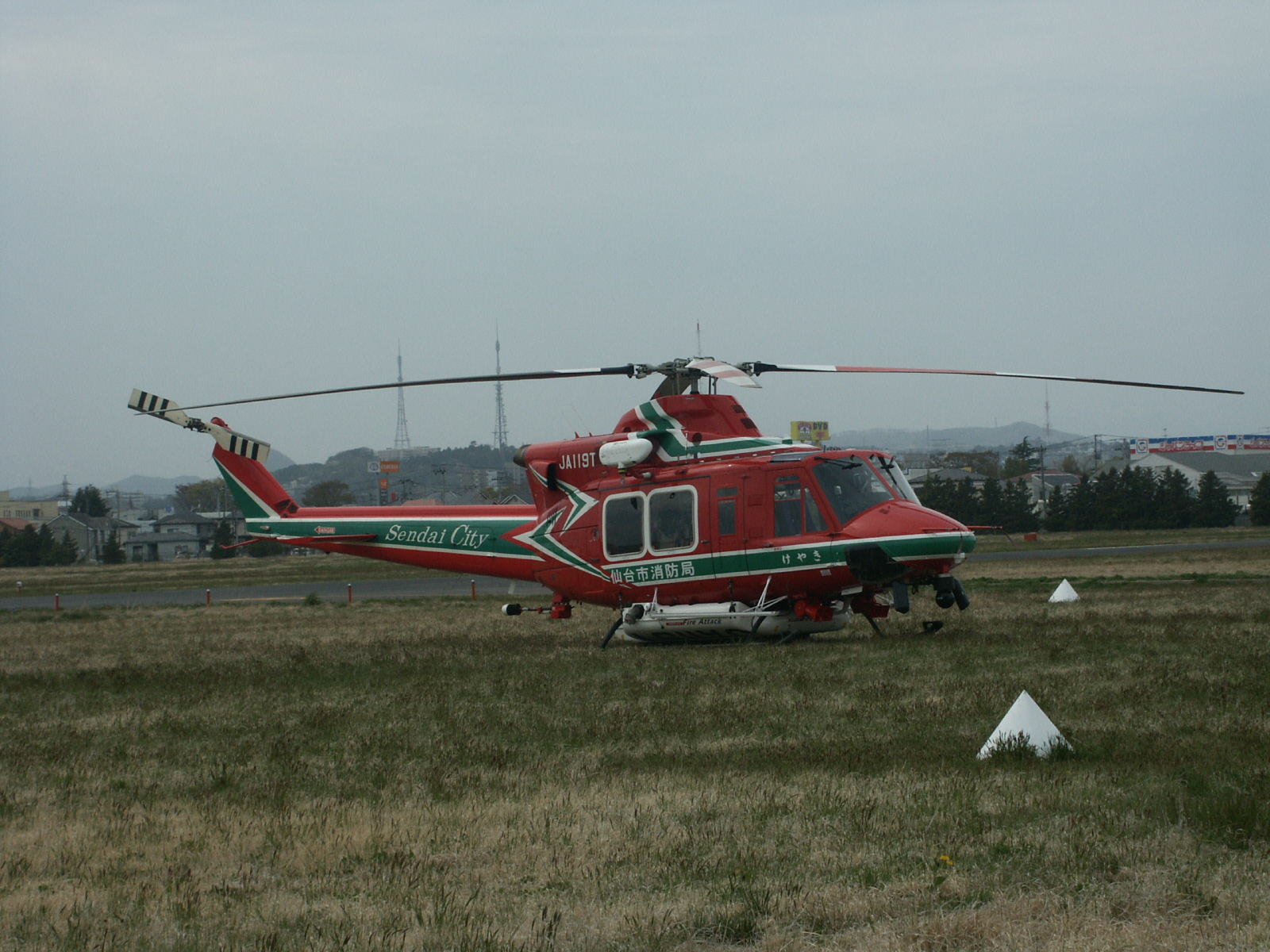
消防ヘリコプター

- 救助工作車III型：4 (予備車を二台含む)
- 高発泡照明車：1
- 特殊災害対応車：2
- 特別高度工作車：1
- 遠距離大量送水システム：2
- 無線情報車：1
- 指揮車：7
- 指揮隊車：7
- 水難救助車：1
- 後方支援車：1
- 資機材搬送車：7
- 大型除染システム：1
- 人員輸送車：7
- 広報車：57
- 燃料補給車：1
- 航空電源車：1
- 救急自動車：38
- 機動鑑識車：1
- 重機：1
- 訓練指導車：1
- 乗用車：5
  - その他：17

- 消防ヘリコプター：2
  - 仙台市消防航空隊：若林区荒浜地内に荒浜航空分署（仙台市消防ヘリポート）を設置し、宮城県防災航空隊・宮城県防災ヘリとヘリポートを共同使用していたが、東日本大震災による被災のため2012年3月31日付で閉署となり陸上自衛隊霞目駐屯地（北緯38度14分1.2秒 東経140度55分12.5秒 / 北緯38.233667度 東経140.920139度）を代替の基地として使用している

## 消防署

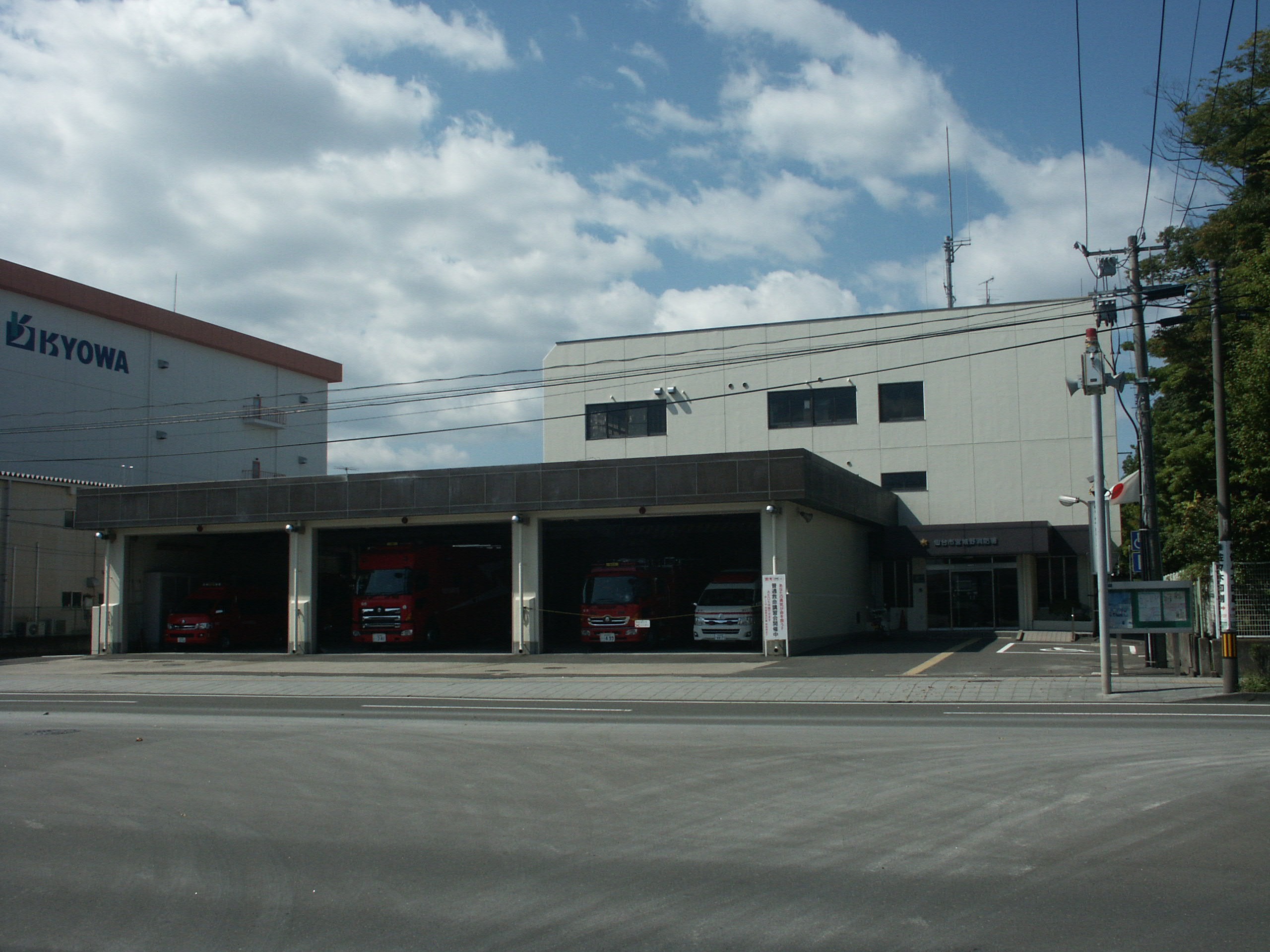
宮城野消防署
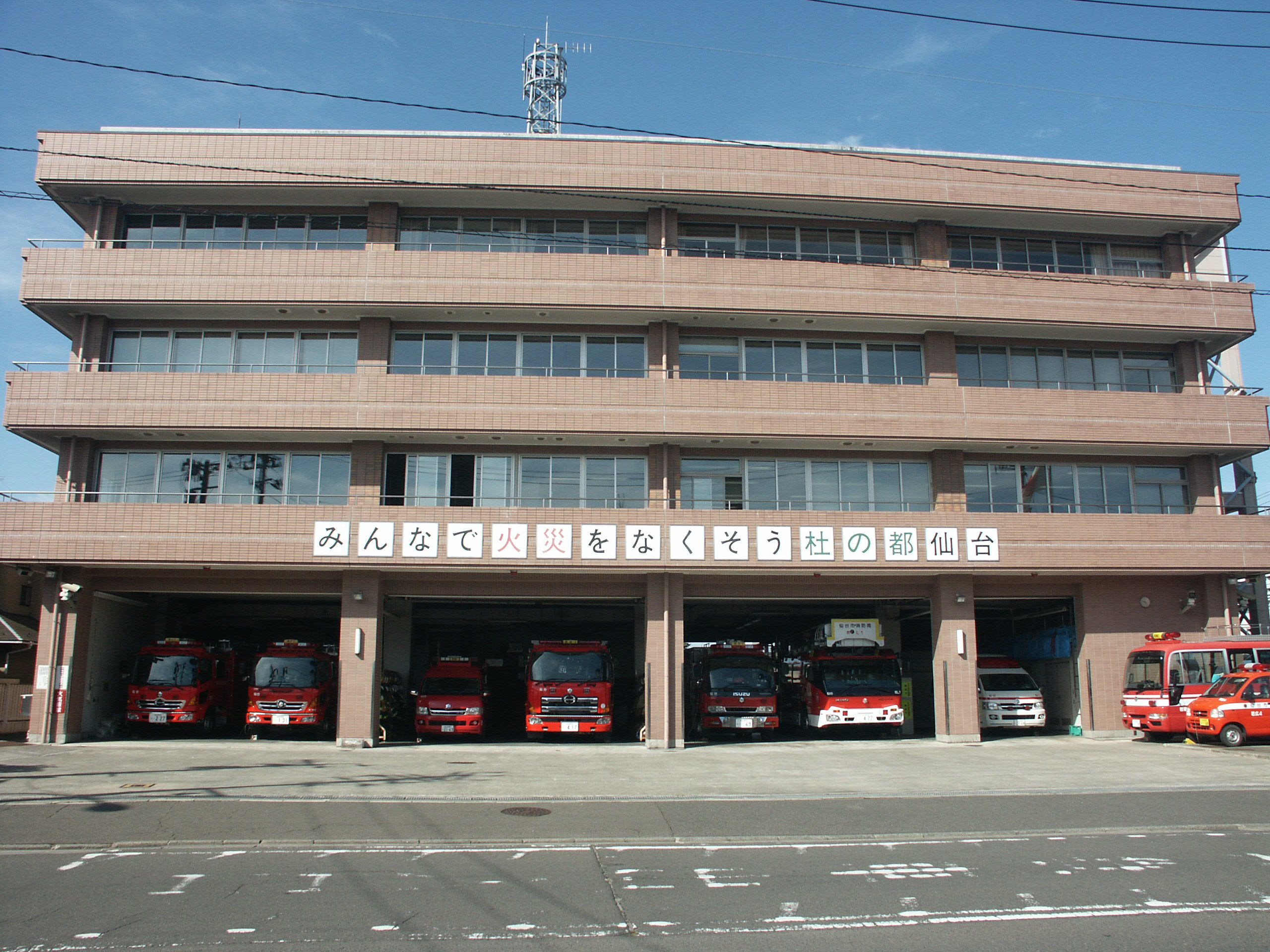
若林消防署
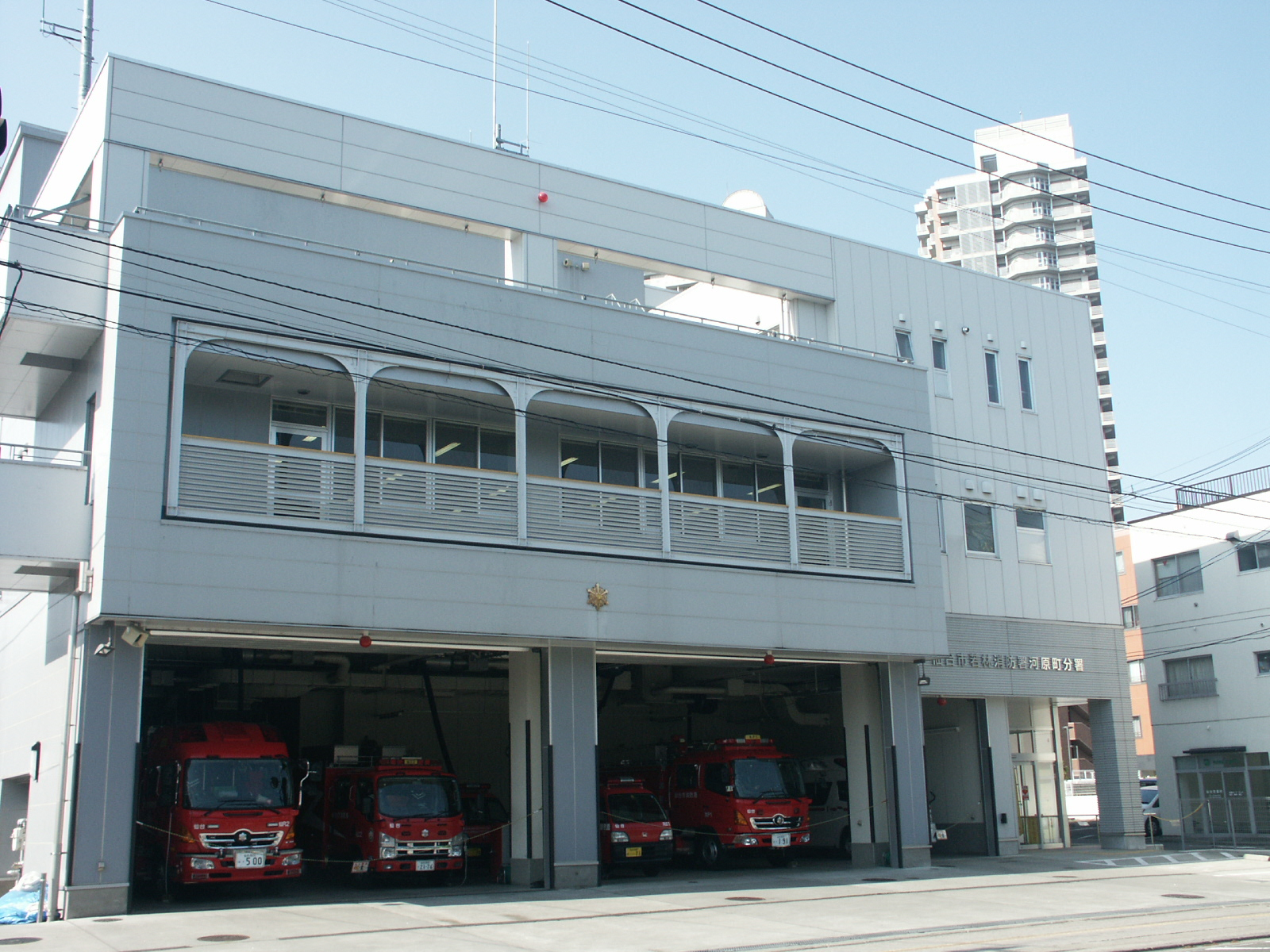
若林消防署河原町出張所
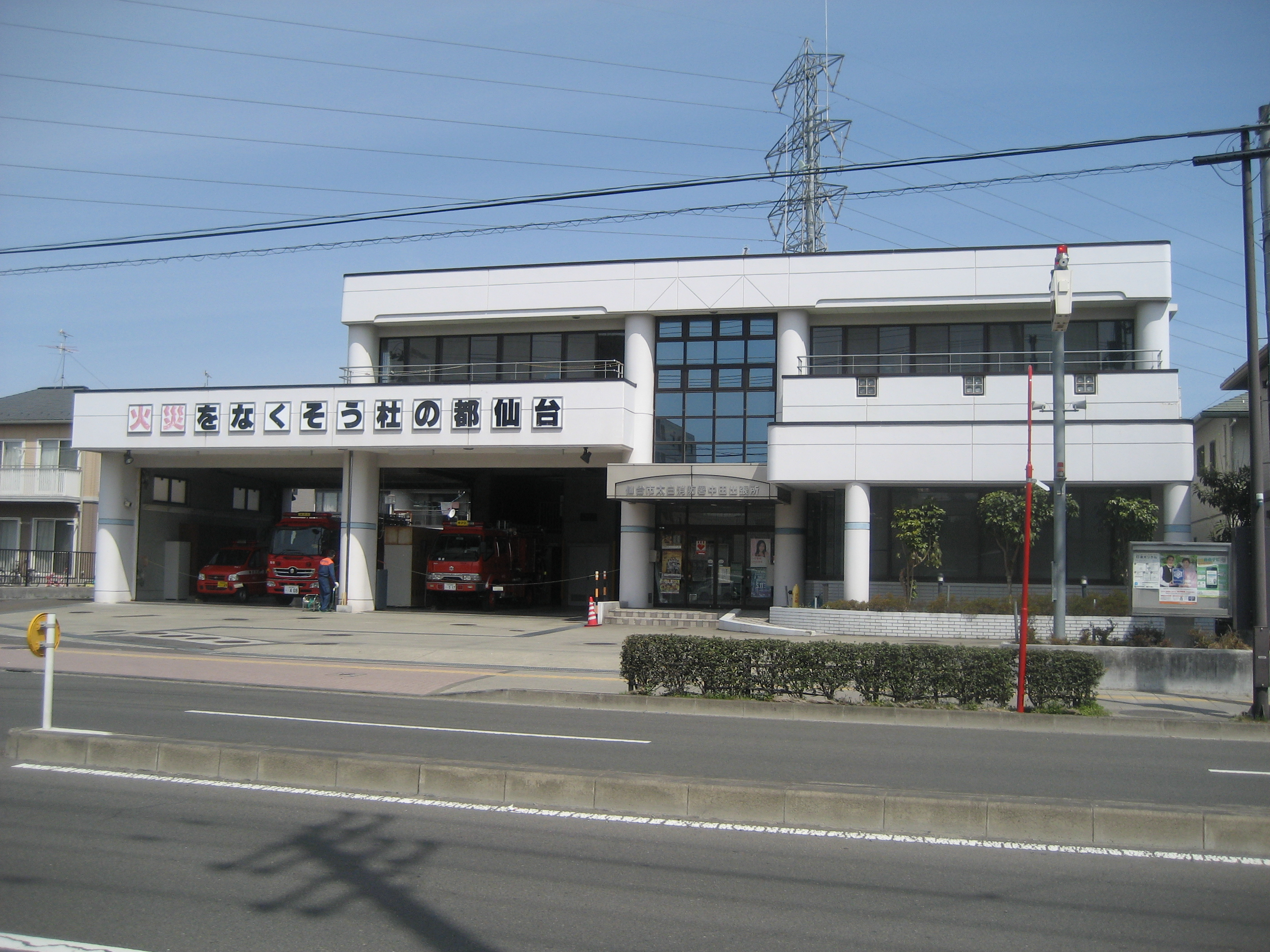
太白消防署中田出張所
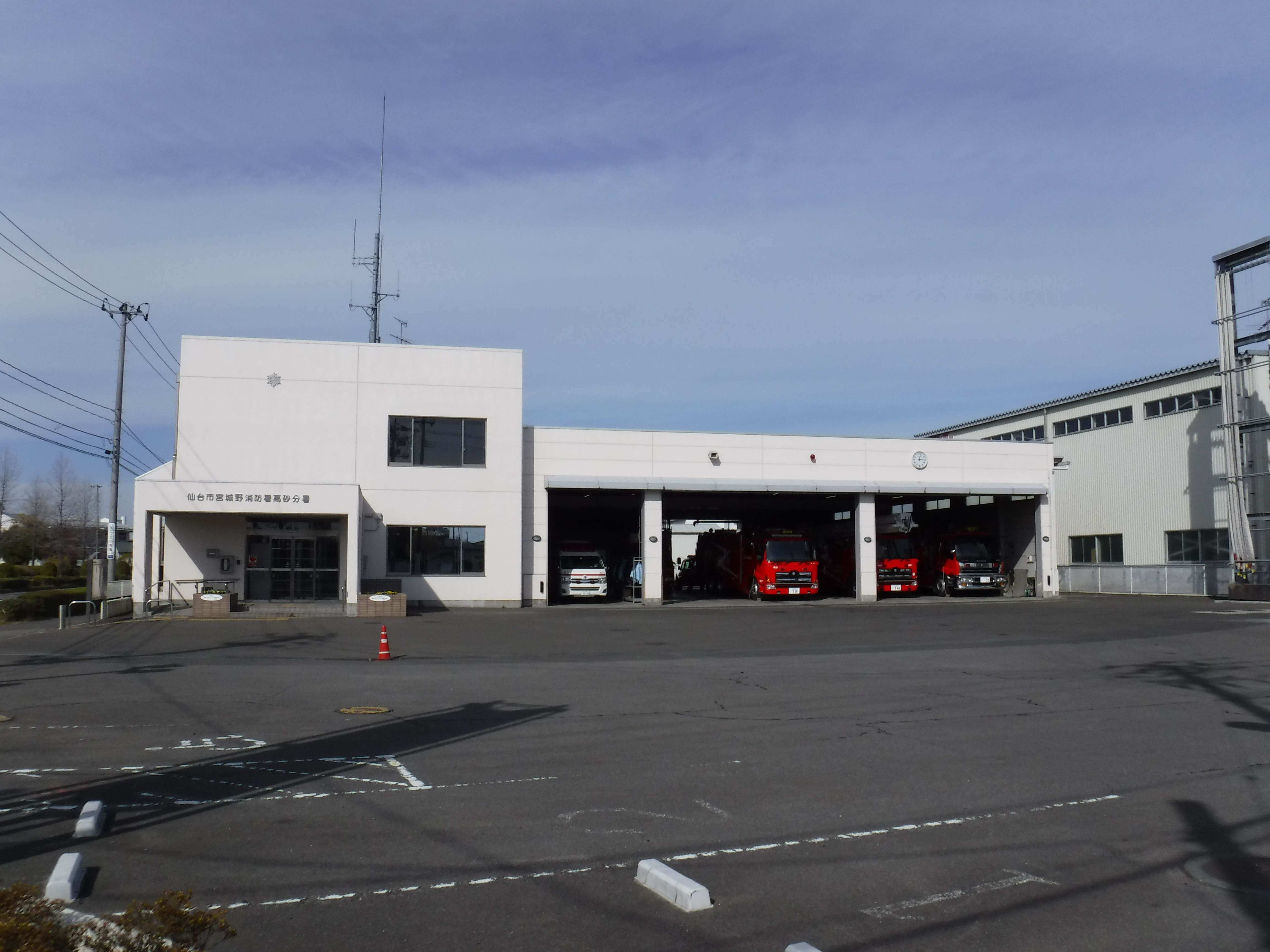
宮城野消防署高砂分署

| 区       | 消防署       | 消防署                                 | 分署   | 分署                                   | 出張所 | 出張所                                 |
| 区       | 名称         | 位置                                   | 名称   | 位置                                   | 名称   | 位置                                   |
| -------- | ------------ | -------------------------------------- | ------ | -------------------------------------- | ------ | -------------------------------------- |
| 青葉区   | 青葉消防署   | 北緯38度16分30.9秒 東経140度52分6.8秒  | －     | －                                     | 片平   | 北緯38度15分26.6秒 東経140度52分2.4秒  |
| 青葉区   | 青葉消防署   | 北緯38度16分30.9秒 東経140度52分6.8秒  | －     | －                                     | 国見   | 北緯38度16分34.6秒 東経140度50分36.5秒 |
| 青葉区   | 青葉消防署   | 北緯38度16分30.9秒 東経140度52分6.8秒  | －     | －                                     | 小松島 | 北緯38度17分11.6秒 東経140度53分15秒   |
| 青葉区   | 青葉消防署   | 北緯38度16分30.9秒 東経140度52分6.8秒  | －     | －                                     | 荒巻   | 北緯38度18分15.7秒 東経140度50分39.1秒 |
| 青葉区   | 宮城消防署   | 北緯38度16分23.1秒 東経140度47分21.8秒 | －     | －                                     | 熊ヶ根 | 北緯38度17分35.3秒 東経140度41分16.4秒 |
| 宮城野区 | 宮城野消防署 | 北緯38度15分58.2秒 東経140度55分46.4秒 | 高砂   | 北緯38度16分6.5秒 東経140度58分23.6秒  | 岩切   | 北緯38度18分3.3秒 東経140度56分45.4秒  |
| 宮城野区 | 宮城野消防署 | 北緯38度15分58.2秒 東経140度55分46.4秒 | 高砂   | 北緯38度16分6.5秒 東経140度58分23.6秒  | 鶴谷   | 北緯38度17分22.3秒 東経140度55分6.2秒  |
| 宮城野区 | 宮城野消防署 | 北緯38度15分58.2秒 東経140度55分46.4秒 | 高砂   | 北緯38度16分6.5秒 東経140度58分23.6秒  | 原町   | 北緯38度15分50.6秒 東経140度54分2.7秒  |
| 若林区   | 若林消防署   | 北緯38度14分34.1秒 東経140度54分50.2秒 | 六郷   | 北緯38度13分7.8秒 東経140度55分16.7秒  | 河原町 | 北緯38度14分24.8秒 東経140度53分21.4秒 |
| 太白区   | 太白消防署   | 北緯38度13分13.1秒 東経140度49分49.2秒 | －     | －                                     | 長町   | 北緯38度13分4.2秒 東経140度52分39.1秒  |
| 太白区   | 太白消防署   | 北緯38度13分13.1秒 東経140度49分49.2秒 | －     | －                                     | 中田   | 北緯38度11分51.7秒 東経140度53分24.7秒 |
| 太白区   | 太白消防署   | 北緯38度13分13.1秒 東経140度49分49.2秒 | －     | －                                     | 八木山 | 北緯38度14分12秒 東経140度51分30.4秒   |
| 太白区   | 太白消防署   | 北緯38度13分13.1秒 東経140度49分49.2秒 | －     | －                                     | 秋保   | 北緯38度13分48.2秒 東経140度43分5.9秒  |
| 太白区   | 太白消防署   | 北緯38度13分13.1秒 東経140度49分49.2秒 | －     | －                                     | 茂庭   | 北緯38度14分3.1秒 東経140度46分55.4秒  |
| 泉区     | 泉消防署     | 北緯38度20分10.9秒 東経140度53分11秒   | 八乙女 | 北緯38度18分58.3秒 東経140度53分11.4秒 | 松陵   | 北緯38度19分41.4秒 東経140度54分48.4秒 |
| 泉区     | 泉消防署     | 北緯38度20分10.9秒 東経140度53分11秒   | 八乙女 | 北緯38度18分58.3秒 東経140度53分11.4秒 | 高森   | 北緯38度19分59.5秒 東経140度50分53.2秒 |
| 泉区     | 泉消防署     | 北緯38度20分10.9秒 東経140度53分11秒   | 八乙女 | 北緯38度18分58.3秒 東経140度53分11.4秒 | 根白石 | 北緯38度19分41.6秒 東経140度48分28秒   |

- 宮城野消防署
- 若林消防署
- 若林消防署河原町出張所
- 太白消防署中田出張所
- 宮城野消防署高砂分署

## 不祥事・事故

### 活動中のミス・事故
- 2019年11月21日 - 21 日午前10時過ぎ、男性が胸痛を訴えたため妻が119番通報し、宮城野消防署の救急隊員3人が現場に向かった。まもなく男性が心肺停止状態となり、蘇生措置を行った上で搬送を開始。しかし、病院に到着後、予定とは異なる搬送先の病院だと隊長が気づき、本来の搬送先の病院に向かった。着に9分の遅れがあったと発表した。男性は死亡したが、消防局では「搬送の遅れとの因果関係はない」としている[4]。
- 2020年7月20日 - 20日午後1時12分、宮城野区のマンション6階で男性（60代）がテレビ会議中に倒れ、同僚が119番。青葉消防署片平出張所の救急隊が出動し、21分に現場付近に到着した。救急隊は合流した消防隊とマンション6階に向かったが、部屋から応答はなかった。消防士1人が1階に戻ったところ、隣のマンションから呼び掛ける男性患者の同僚を見つけ、間違いに気付いた。マンション名の確認を怠ったことが原因という。消防士は午後1時27分に男性の心肺蘇生を実施。救急隊も29分に到着し、救命処置を始めた。30分には医師がドクターカーで駆け付け、47分に医療機関に到着したが、男性は翌21日に死亡した。正しいマンションに直行していれば、救急隊は通報から11分後の午後1時23分には現場に到着できたとみられ、実質6分遅れた。市消防局は遺族に経緯を説明し、謝罪した[5]。

### 職員による不祥事
- 2019年4月25日 - 太白消防署の男性消防士長（40代）が、消防局長の許可を得ずに不動産賃貸業を営んだとし、4月25日、消防局は男性消防士長を減給10分の1（3ヵ月）の懲戒処分とした。中古アパート4棟、戸建て2棟を購入し、14年間で推計8千万円の収入を得たとみられる[6]。
- 2020年8月6日 - 男性職員（50代）が、2017年度から2019年度までの間、青葉消防署片平出張所において担当する区域の防火対象物から届出された全458件の書類のうち344件の事務処理をせず、私物のコンテナボックスに放置した。458件の届出書類のうちの257件が紛失状態になっているが、紛失の原因について分かっていない。これにより市消防局は8月6日、男性職員を停職1ヵ月の懲戒処分とした[7]。